# Beigabensitte

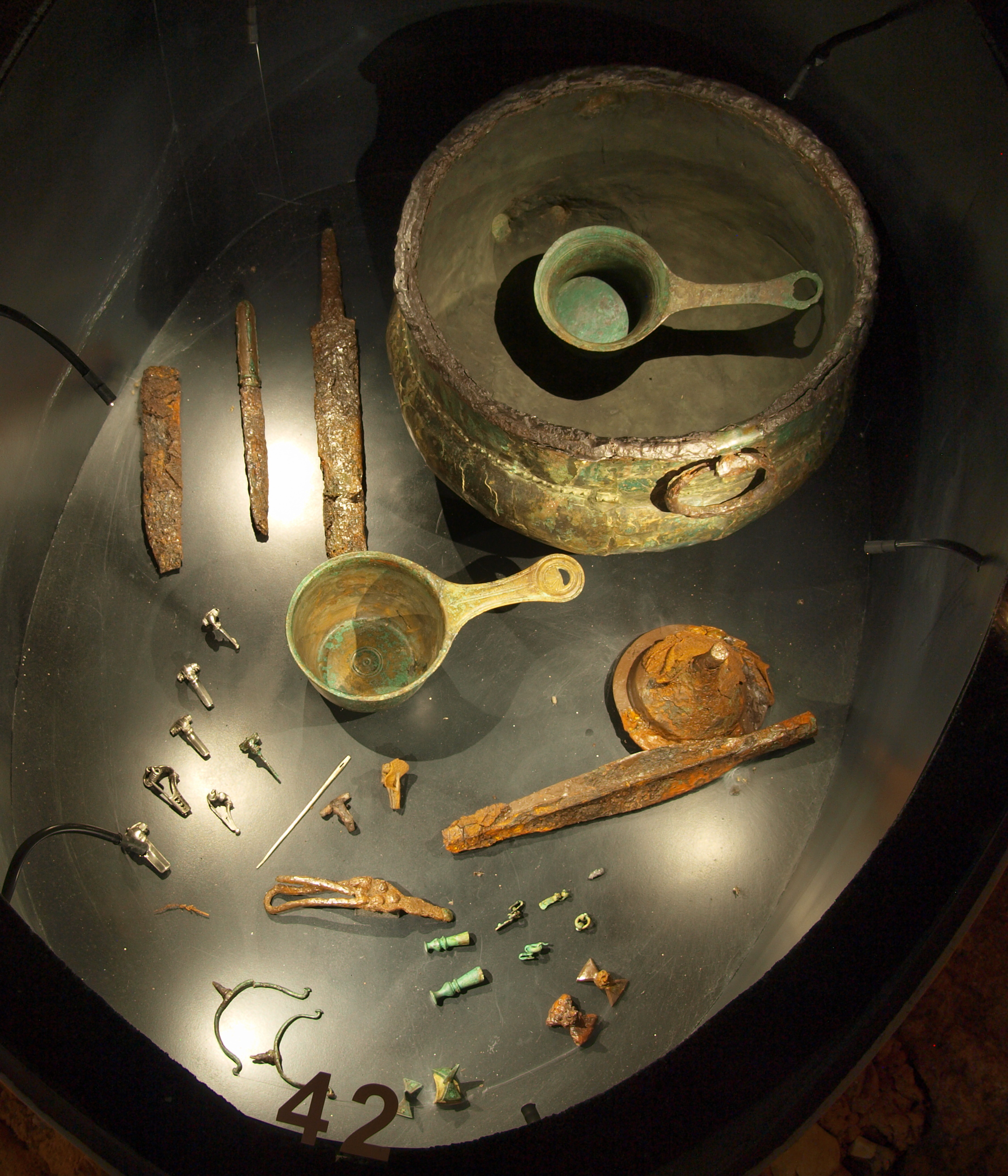
Beigabeninventar der langobardischen Kriegerbestattung Putensen Grab 150 (ca. 50 n. Chr.)

Die Beigabensitte ist ein Begriff, der in der vor- und frühgeschichtlichen Archäologie verwendet wird. Darunter versteht man die Art und Weise der Beigabe von Gegenständen (Prestigeobjekten) und Trachtbestandteilen in vorzeitlichen Gräbern vieler Kulturen mit zumeist Körper- oder Brandbestattungen. Die Beigabensitte (oder der Verzicht auf Beigaben) einer archäologischen Kultur ergibt bestimmte Muster, mit denen die Zugehörigkeit dazu, teilweise auch die soziale Stellung des Bestatteten festgestellt werden kann.
Die Erforschung der Beigabensitte ist z. B. in der Archäologie der frühmittelalterlichen Merowingerzeit von Bedeutung, weil sich hier Kulturkontakte und kulturelle Beeinflussungen besonders deutlich in den einzelnen Grabbeigaben niederschlagen.